# Superliga 2019-2020 (Serbia)
La SuperLiga 2019-2020 è stata la quattordicesima edizione del campionato serbo di calcio, iniziata il 19 luglio 2019, sospesa il 15 marzo 2020 a causa dell'emergenza dovuta alla pandemia di COVID-19, ripresa il 29 maggio 2020 e terminata il 20 giugno 2020. La Stella Rossa, squadra campione in carica, ha rivinto il titolo con tre giornate di anticipo.

## Stagione

### Formula
Il campionato si svolge in due fasi: nella prima le sedici squadre partecipanti si affrontano in un girone all'italiana con partite di andata e ritorno, per un totale di 30 giornate. Successivamente, le squadre vengono divise in due gruppi in base alla classifica: le prime otto formano un nuovo girone e competono per il titolo e la qualificazione alle competizioni europee; le ultime otto, invece, lottano per non retrocedere in Prva Liga Srbija. Al termine della competizione, nel girone per il titolo, la squadra prima classificata è campione di Serbia e si qualifica per il primo turno della UEFA Champions League 2020-2021, mentre le squadre classificate al secondo e al terzo posto si qualificano per il primo turno della UEFA Europa League 2020-2021, assieme alla vincitrice della Coppa di Serbia. Nel girone per la salvezza le ultime due classificate vengono retrocesse direttamente in Prva Liga, mentre la terz'ultima classificata incontra la terza classificata della Prva Liga per uno spareggio promozione-retrocessione.

### Avvenimenti
Il 16 marzo la FFS decreta la sospensione del campionato a data da destinarsi a causa della pandemia di COVID-19. Il campionato è effettivamente ripreso dal 30 maggio, ma, a causa della lunga sosta, è stato deciso di concludere la stagione con le quattro giornate rimanenti, senza play-off e play-out; inoltre non è retrocessa nessuna squadra in quanto è stato approvato un incremento di squadre partecipanti alla competizione dell'anno successivo, da 16 a 20.

## Squadre partecipanti
| Club              | Città        | Stadio             | Stagione precedente    |
| ----------------- | ------------ | ------------------ | ---------------------- |
| Čukarički         | Belgrado     | Stadio Čukarički   | 4º posto in Superliga  |
| Inđija            | Inđija       | Stadion FK Inđija  | 3º posto in Prva Liga  |
| Javor Ivanjica    | Ivanjica     | Stadio municipale  | 2º posto in Prva Liga  |
| Mačva Šabac       | Šabac        | Stadio Mačva       | 12º posto in Superliga |
| Mladost Lučani    | Lučani       | Stadio Mladost     | 5º posto in Superliga  |
| Napredak Kruševac | Kruševac     | Stadio Mladost     | 6º posto in Prva Liga  |
| Partizan          | Belgrado     | Stadio Partizan    | 3º posto in Superliga  |
| Proleter Novi Sad | Novi Sad     | Stadio Karađorđe   | 8º posto in Superliga  |
| Rad Belgrado      | Belgrado     | Stadio Re Pietro I | 13º posto in Superliga |
| Radnički Niš      | Niš          | Stadio Čair        | 2º posto in Superliga  |
| Radnik Surdulica  | Surdulica    | Stadio municipale  | 9º posto in Superliga  |
| Spartak Subotica  | Subotica     | Stadio municipale  | 10º posto in Superliga |
| Stella Rossa      | Belgrado     | Stadio Rajko Mitić | Campione di Serbia     |
| TSC Bačka Topola  | Bačka Topola | Stadio municipale  | 1º posto in Prva Liga  |
| Vojvodina         | Novi Sad     | Stadio Karađorđe   | 7º posto in Superliga  |
| Voždovac          | Belgrado     | Stadio Vozdovac    | 11º posto in Superliga |

## Classifica finale
|                   | Pos. | Squadra           | Pt | G  | V  | N  | P  | GF | GS | DR  |
| ----------------- | ---- | ----------------- | -- | -- | -- | -- | -- | -- | -- | --- |
| Serbia (bandiera) | 1.   | Stella Rossa      | 78 | 30 | 25 | 3  | 2  | 68 | 18 | +50 |
|                   | 2.   | Partizan          | 64 | 30 | 20 | 4  | 6  | 69 | 25 | +44 |
|                   | 3.   | Vojvodina         | 62 | 30 | 19 | 5  | 6  | 47 | 27 | +20 |
|                   | 4.   | TSC Bačka Topola  | 59 | 30 | 17 | 8  | 5  | 59 | 34 | +25 |
|                   | 5.   | Radnički Niš      | 52 | 30 | 16 | 4  | 10 | 51 | 37 | +14 |
|                   | 6.   | Čukarički         | 51 | 30 | 15 | 6  | 9  | 42 | 36 | +6  |
|                   | 7.   | Spartak Subotica  | 46 | 30 | 14 | 4  | 12 | 46 | 48 | -2  |
|                   | 8.   | Voždovac          | 45 | 30 | 13 | 6  | 11 | 45 | 41 | +4  |
|                   | 9.   | Mladost Lučani    | 43 | 30 | 13 | 4  | 13 | 31 | 40 | -9  |
|                   | 10.  | Napredak Kruševac | 33 | 30 | 9  | 6  | 15 | 33 | 41 | -8  |
|                   | 11.  | Radnik Surdulica  | 31 | 30 | 8  | 7  | 15 | 34 | 50 | -16 |
|                   | 12.  | Proleter Novi Sad | 30 | 30 | 7  | 9  | 14 | 30 | 42 | -12 |
|                   | 13.  | Javor Ivanjica    | 28 | 30 | 6  | 10 | 14 | 43 | 62 | -19 |
|                   | 14.  | Inđija            | 25 | 30 | 7  | 4  | 19 | 26 | 48 | -22 |
|                   | 15.  | Rad Belgrado      | 15 | 30 | 4  | 3  | 23 | 23 | 63 | -40 |
|                   | 16.  | Mačva Šabac       | 13 | 30 | 2  | 7  | 21 | 18 | 53 | -35 |

Legenda:
      Campione di Serbia e ammessa ai preliminari della UEFA Champions League 2020-2021
      Ammesse ai preliminari della UEFA Europa League 2020-2021
Note:
Tre punti per la vittoria, uno per il pareggio, zero per la sconfitta.

## Risultati

### Tabellone
|                   | Čuk  | Inđ   | Jav  | Mač  | MLu  | Nap  | Par  | PNS  | RBe  | RNi  | RSu  | SpS  | StR  | TSC  | Voj  | Vož  |
| ----------------- | ---- | ----- | ---- | ---- | ---- | ---- | ---- | ---- | ---- | ---- | ---- | ---- | ---- | ---- | ---- | ---- |
| Čukarički Stankom | –––– | 0-1   | 2-0  | 3-1  | 1-0  | 1-0  | 2-1  | 2-1  | 2-0  | 1-0  | 1-0  | 4-1  | 0-2  | 2-1  | 0-0  | 2-1  |
| Inđija            | 1-3  | ––––- | 2-3  | 0-0  | 0-2  | 1-0  | 0-1  | 1-2  | 1-0  | 0-1  | 2-1  | 1-2  | 1-1  | 1-1  | 2-0  | 3-0  |
| Javor Ivanjica    | 2-2  | 5-0   | –––– | 3-1  | 1-2  | 2-2  | 0-2  | 1-0  | 3-0  | 0-7  | 0-0  | 2-2  | 1-1  | 3-2  | 1-3  | 1-2  |
| Mačva Šabac       | 0-0  | 2-2   | 2-1  | –––– | 0-1  | 0-1  | 0-2  | 0-1  | 1-0  | 0-1  | 1-1  | 1-4  | 0-3  | 0-1  | 0-1  | 0-1  |
| Mladost Lučani    | 1-0  | 2-1   | 3-3  | 2-1  | –––– | 0-1  | 1-0  | 1-1  | 2-0  | 1-1  | 2-1  | 2-0  | 0-1  | 0-3  | 1-2  | 2-1  |
| Napredak Kruševac | 3-1  | 1-3   | 1-1  | 2-1  | 1-0  | –––– | 2-2  | 0-0  | 4-0  | 1-1  | 0-1  | 0-1  | 0-1  | 1-3  | 0-2  | 1-1  |
| Partizan          | 4-1  | 3-0   | 6-2  | 4-0  | 4-1  | 2-3  | –––– | 3-1  | 3-0  | 1-0  | 3-0  | 4-0  | 2-0  | 1-1  | 4-0  | 1-2  |
| Proleter Novi Sad | 2-1  | 1-0   | 2-2  | 1-1  | 0-1  | 2-0  | 0-3  | –––– | 5-0  | 1-1  | 2-1  | 0-1  | 0-2  | 1-3  | 0-1  | 2-2  |
| Rad Belgrado      | 2-3  | 1-0   | 1-1  | 2-0  | 0-0  | 2-0  | 1-2  | 1-1  | –––– | 1-2  | 0-1  | 2-0  | 0-5  | 3-4  | 1-2  | 0-2  |
| Radnički Niš      | 2-0  | 2-1   | 2-1  | 3-1  | 3-0  | 4-1  | 1-4  | 3-0  | 4-3  | –––– | 0-2  | 2-1  | 0-2  | 3-1  | 1-2  | 2-1  |
| Radnik Surdulica  | 3-3  | 2-0   | 2-0  | 2-2  | 0-1  | 1-4  | 1-2  | 1-1  | 1-0  | 2-4  | –––– | 4-0  | 0-5  | 1-0  | 0-4  | 2-2  |
| Spartak Subotica  | 0-1  | 3-0   | 1-0  | 3-1  | 3-1  | 0-2  | 3-2  | 4-1  | 2-1  | 1-1  | 3-1  | –––– | 2-3  | 1-2  | 0-0  | 2-1  |
| Stella Rossa      | 3-1  | 2-1   | 2-0  | 3-1  | 2-0  | 3-0  | 0-0  | 2-1  | 3-1  | 2-0  | 4-1  | 3-1  | –––– | 3-1  | 2-0  | 2-0  |
| TSC Bačka Topola  | 1-0  | 2-0   | 6-1  | 0-0  | 5-1  | 2-1  | 1-1  | 1-1  | 2-0  | 2-0  | 2-1  | 2-2  | 2-1  | –––– | 2-0  | 2-2  |
| Vojvodina         | 1-1  | 1-0   | 2-2  | 3-1  | 2-1  | 2-1  | 1-0  | 1-0  | 5-0  | 3-0  | 1-0  | 2-0  | 1-2  | 2-2  | –––– | 1-2  |
| Voždovac          | 2-2  | 4-1   | 2-1  | 2-0  | 2-0  | 1-0  | 1-2  | 2-0  | 2-1  | 1-0  | 1-1  | 2-3  | 1-3  | 1-2  | 1-2  | –––– |

## Statistiche

### Individuali

#### Classifica marcatori
| Gol |  |  | Giocatore         | Squadra          |
| --- |  |  | ----------------- | ---------------- |
| 16  |  |  | Vladimir Silađi   | TSC Bačka Topola |
| 16  |  |  | Nenad Lukić       | TSC Bačka Topola |
| 16  |  |  | Nikola Petković   | Javor Ivanjica   |
| 15  |  |  | Stefan Mihajlović | Radnički Niš     |
| 13  |  |  | Ben               | Stella Rossa     |
| 12  |  |  | Bojan Matić       | Partizan         |
| 12  |  |  | Umar Sadiq        | Partizan         |
| 12  |  |  | Nikola Čumić      | Radnički Niš     |
| 10  |  |  | Seydouba Soumah   | Partizan         |